# Yingtou Feng
Yingtou Feng (chinesisch 鷹頭峰 ‚Adlerkopf‘) ist ein Berg im ostantarktischen Prinzessin-Elisabeth-Land. In den Grove Mountains ragt er als Gipfel im nördlichen Teil des Zakharoff Ridge auf.
Chinesische Wissenschaftler benannten ihn im Jahr 2000.